# Calamus gracilis
Calamus gracilis är en enhjärtbladig växtart som beskrevs av William Roxburgh. Calamus gracilis ingår i släktet Calamus och familjen Arecaceae. Inga underarter finns listade i Catalogue of Life.